# Вільгельм Кріхбаум
Вільгельм Хрістіан Йоганн (Віллі) Кріхбаум (нім. Wilhelm Christian Johann Krichbaum, 7 травня 1896, Вісбаден — 4 квітня 1957, Оберпфаффенгофен) — глава таємної польової поліції, пізніше одночасно також співробітник Головного управління імперської безпеки (RSHA) і заступник голови гестапо. Після Другої світової війни працював в організації Гелена, а потім у Федеральній розвідувальній службі (БНД).

## Біографія
До 1914 року Кріхбаум працював помічником лісника, потім вирушив добровольцем в армію, коли почалася Перша світова війна, і служив у польовій поліції.
Після закінчення війни він працював у фрайкорі округу Оберланд і став директором організації в Дрездені, яка пізніше стала відома як Bund Oberland.
Кріхбаум став членом місцевої групи НСДАП в Дрездені в 1923 (номер партійного квитка НСДАП 5 820 987). У 1926 році він став керівником Дрезденського корпусу фельд'єгерів (мається на увазі група ополчення, яка діяла під егідою місцевої жандармерії).
Ще до приходу нацистів до влади Кріхбаум і більшість його підлеглих із Дрезденського корпусу фельд'єгерів вступили до СС (номер члена СС: 107039). У 1933 році невдовзі після приходу нацистів до влади Кріхбаум став співробітником Політичної поліції Саксонії в Дрездені, яка згодом увійшла до складу загальнонімецького гестапо як регіональне відділення.
Напередодні Другої світової війни Кріхбаум вже мав звання штандартенфюрера СС та обіймав посаду начальника та головного інспектора Прикордонного відділення гестапо району Південний Схід (штаб Прикордонного відділення гестапо району Південний Схід знаходився у Дрездені). Незадовго до початку війни Кріхбаум був підвищений до оберфюрера СС та полковника поліції і очолив таємну польову поліцію. Згідно з вироком Нюрнберзького процесу, підпорядковані йому підрозділи «вчиняли військові злочини та злочини проти людяності у великих масштабах у ході „боротьби з бандами“ у тісній співпраці з айнзацгрупами, зокрема, на території окупованого Радянського Союзу».
Після включення гестапо до Головного управління безпеки Рейху як його Управління IV, Кріхбаум став незмінним першим заступником начальника IV управління РСХА (гестапо) групенфюрера СС та генерал-лейтенанта поліції Генріха Мюллера, а також куратором Прикордонної поліції рейху. Згодом Кріхбауму було присвоєно звання бригадефюрера СС та генерал-майора поліції, а крім того, ще з 1939 року він носив спеціальне звання Шефа Таємної польової поліції Вермахта (Feldpolizeichef der Wehrmacht), яке відповідало званню генерал-майора.
У 1948 році Кріхбаум виступив свідком на процесі проти Верховного командування вермахту. У тому ж році він був прийнятий в організацію Гелена і як голова генерального агентства L завербував багатьох колишніх агентів секретних служб Третього рейху, у тому числі Хайнца Фельфе, який пізніше був викритий як агент КДБ у листопаді 1951 року. Пізніше Кріхбаум очолив мережу сплячих агентів БНД. Після викриття Фельфе у 1961 році БНД також запідозрила Кріхбаума у шпигунстві на користь КДБ.